# Publius Cornelius Scipio Nasica Serapio (consul en -138)
Pour les articles homonymes, voir Cornelius Scipio.
Publius Cornelius Scipio Nasica Serapio (v. 183 av. J.-C. - 132 av. J.-C.) est consul en 138 av. J.-C. Ardent partisan du parti des optimates, il s'oppose violemment à son cousin Tiberius Sempronius Gracchus lorsque ce dernier est élu tribun de la plèbe en 133 av. J.-C. Lors de la tentative de Tiberius Gracchus de se faire réélire tribun, il prend la tête d'une foule de sénateurs et de leur clientèle contre son cousin et le tue sur le Capitole ainsi que beaucoup de ses partisans.
Afin de le soustraire à la vengeance des populares, le Sénat l'envoie en mission en Asie, bien qu'il exerce la charge de Pontifex Maximus, fonction sacerdotale qui implique normalement de résider à Rome. Il meurt peu de temps après, à Pergame.